# 櫻正行
櫻 正行（さくら まさゆき、1986年〈昭和61年〉10月17日 - ）は、高田川部屋に所属した元大相撲力士。本名は坂原 正行。身長173.6cm、体重119.6kg。最高位は序二段5枚目。

## 経歴
大阪府松原市出身。2003年5月場所に前天美の四股名で初土俵を踏む。1年後の2004年5月場所で初めて序二段に上がるが、1場所で序ノ口に戻る。「天海山」と改名した2006年1月場所で初めて勝ち越す。再び、序ノ口と序二段との往復が続いた。2012年7月場所で四股名を「天櫻」に変え、2013年1月場所で「櫻」に改名した。同年5月場所で自己最高位となる西序二段5枚目まで上がったが、1勝6敗と大きく負け越した。2024年3月場所で引退した。引退まで部屋のちゃんこ長を務め、2017年5月2日放送のTBSテレビ『マツコの知らない世界』（テーマは「相撲メシ」）に出演したこともある。また、2020年公開の映画『相撲道〜サムライを継ぐ者たち〜』にも出演した。

## 改名歴
前天美→天海山→天櫻→櫻